# Îles Walrus
Cet article concerne îles côtières alaskanes de la baie de Bristol. Pour l'île plus à l'ouest, de l'archipel Pribilof, voir Île Walrus. Pour les homonymes, voir Walrus.
Les îles Walrus ("îles du Morse") sont un groupe d'îles côtières escarpées de la mer de Béring, situées à proximité de la rive nord de la baie de Bristol sur la côte occidentale de l'Alaska. 